# Прескът (Орегон)
Вижте пояснителната страница за други значения на Прескът.
Прескът (на английски: Prescott) е град в окръг Колумбия, щата Орегон, САЩ. Прескът е с население от 72 жители (2000) и обща площ от 0,2 km². Намира се на 5,2 m надморска височина.